# Campionati mondiali di sci nordico 2021
I Campionati mondiali di sci nordico 2021, 53ª edizione della manifestazione organizzata dalla Federazione internazionale sci, si sono tenuti a Oberstdorf, in Germania, dal 23 febbraio al 7 marzo. Il programma ha incluso gare di combinata nordica, salto con gli sci e sci di fondo, tutte sia maschili sia femminili, e una gara a squadre mista di salto con gli sci. Hanno fatto il loro debutto in un programma iridato due nuove gare femminili, l'individuale di combinata nordica e l'individuale dal trampolino lungo di salto con gli sci.
A seguito della squalifica per il doping di Stato inflitta alla Russia, l'Agenzia mondiale antidoping (WADA) ha autorizzato gli atleti russi a prendere parte all'evento sotto uno stendardo neutro e la sigla RSF (Russian Ski Federation, Federazione sciistica della Russia), senza bandiera e senza inno nazionale.

## Risultati

### Uomini

#### Combinata nordica

##### Trampolino normale
| Pos. | Atleta             | Nazione   | Tempo   |
| ---- | ------------------ | --------- | ------- |
| 1    | Jarl Magnus Riiber | Norvegia  | 23:01,2 |
| 2    | Ilkka Herola       | Finlandia | 23:01,6 |
| 3    | Jens Lurås Oftebro | Norvegia  | 23:02,1 |
| 4    | Eric Frenzel       | Germania  | 23:07,1 |
| 5    | Akito Watabe       | Giappone  | 23:10,2 |
| 6    | Fabian Rießle      | Germania  | 23:18,0 |
| 7    | Johannes Lamparter | Austria   | 23:29,8 |
| 8    | Lukas Greiderer    | Austria   | 24:03,1 |
| 9    | Jørgen Graabak     | Norvegia  | 24:15,0 |
| 10   | Espen Bjørnstad    | Norvegia  | 24:15,5 |

Data: 26 febbraio

Formula di gara: Gundersen NH/10 km

1ª manche:

Ore: 10.15 (UTC+1)

Trampolino: Schattenberg HS106

2ª manche:

Ore: 16.00 (UTC+1)

Distanza: 10 km

##### Trampolino lungo
| Pos. | Atleta              | Nazione   | Tempo   |
| ---- | ------------------- | --------- | ------- |
| 1    | Johannes Lamparter  | Austria   | 23:11,1 |
| 2    | Jarl Magnus Riiber  | Norvegia  | 23:48,2 |
| 3    | Akito Watabe        | Giappone  | 23:56,9 |
| 4    | Eric Frenzel        | Germania  | 25:08,8 |
| 5    | Fabian Rießle       | Germania  | 25:09,0 |
| 6    | Ilkka Herola        | Finlandia | 25:10,1 |
| 7    | Jens Lurås Oftebro  | Norvegia  | 25:15,4 |
| 8    | Espen Andersen      | Norvegia  | 25:21,6 |
| 9    | Laurent Muhlethaler | Francia   | 25:38,2 |
| 10   | Ryōta Yamamoto      | Giappone  | 25:42,6 |

Data: 4 marzo

Formula di gara: Gundersen LH/10 km

1ª manche:

Ore: 11.00 (UTC+1)

Trampolino: Schattenberg HS137

2ª manche:

Ore: 15.15 (UTC+1)

Distanza: 10 km

##### Gara a squadre
| Pos. | Nazione     | Atleti                                                               | Tempo   |
| ---- | ----------- | -------------------------------------------------------------------- | ------- |
| 1    | Norvegia    | Espen Bjørnstad Jørgen Graabak Jens Lurås Oftebro Jarl Magnus Riiber | 43:57,7 |
| 2    | Germania    | Terence Weber Fabian Rießle Eric Frenzel Vinzenz Geiger              | 44:40,4 |
| 3    | Austria     | Johannes Lamparter Lukas Klapfer Mario Seidl Lukas Greiderer         | 44:46,8 |
| 4    | Giappone    | Akito Watabe Hideaki Nagai Yoshito Watabe Ryōta Yamamoto             | 46:11,1 |
| 5    | Finlandia   | Otto Niittykoski Perttu Reponen Ilkka Herola Eero Hirvonen           | 46:36,4 |
| 6    | Francia     | Antoine Gérard Gaël Blondeau Mattéo Baud Laurent Muhlethaler         | 46:52,1 |
| 7    | Italia      | Raffaele Buzzi Aaron Kostner Samuel Costa Alessandro Pittin          | 47:23,1 |
| 8    | Rep. Ceca   | Tomáš Portyk Ondřej Pažout Lukáš Daněk Jan Vytrval                   | 48:19,0 |
| 9    | Stati Uniti | Jared Shumate Taylor Fletcher Niklas Malacinski Ben Loomis           | 49:13,8 |
| 10   | RSF         | Aleksandr Milanin Samir Mastiev Vjačeslav Barkov Artëm Galunin       | 52:25,4 |

Data: 28 febbraio

Formula di gara: T NH/4x5 km

1ª manche:

Ore: 10.00 (UTC+1)

Trampolino: Schattenberg HS106

2ª manche:

Ore: 15.00 (UTC+1)

Distanza: 4x5 km

##### Sprint a squadre
| Pos. | Nazione     | Atleti                             | Tempo   |
| ---- | ----------- | ---------------------------------- | ------- |
| 1    | Austria     | Johannes Lamparter Lukas Greiderer | 29:29,7 |
| 2    | Norvegia    | Espen Andersen Jarl Magnus Riiber  | 30:09,3 |
| 3    | Germania    | Fabian Rießle Eric Frenzel         | 30:37,1 |
| 4    | Giappone    | Ryōta Yamamoto Akito Watabe        | 30:38,9 |
| 5    | Finlandia   | Ilkka Herola Eero Hirvonen         | 31:12,4 |
| 6    | Francia     | Laurent Muhlethaler Mattéo Baud    | 31:36,2 |
| 7    | Rep. Ceca   | Ondřej Pažout Jan Vytrval          | 33:40,3 |
| 8    | Estonia     | Andreas Ilves Kristjan Ilves       | 34:00,3 |
| 9    | Stati Uniti | Taylor Fletcher Ben Loomis         | 34:16,1 |
| 10   | Slovenia    | Vid Vrhovnik Gašper Brecl          |         |

Data: 6 marzo

Formula di gara: T SP LH/2x7,5 km

1ª manche:

Ore: 10.00 (UTC+1)

Trampolino: Schattenberg HS137

2ª manche:

Ore: 15.00 (UTC+1)

Distanza: 2x7,5 km

#### Salto con gli sci

##### Trampolino normale
| Pos. | Atleta                | Nazione  | Punteggio |
| ---- | --------------------- | -------- | --------- |
| 1    | Piotr Żyła            | Polonia  | 268,8     |
| 2    | Karl Geiger           | Germania | 265,2     |
| 3    | Anže Lanišek          | Slovenia | 261,5     |
| 4    | Halvor Egner Granerud | Norvegia | 259,7     |
| 5    | Dawid Kubacki         | Polonia  | 257,1     |
| 6    | Robert Johansson      | Norvegia | 256,5     |
| 7    | Michael Hayböck       | Austria  | 253,9     |
| 8    | Bor Pavlovčič         | Slovenia | 253,4     |
| 9    | Daniel-André Tande    | Norvegia | 251,6     |
| 10   | Stefan Kraft          | Austria  | 251,2     |

Data: 27 febbraio

Ore: 16.30 (UTC+1)

Trampolino: Schattenberg HS106

##### Trampolino lungo
| Pos. | Atleta           | Nazione  | Punteggio |
| ---- | ---------------- | -------- | --------- |
| 1    | Stefan Kraft     | Austria  | 276,5     |
| 2    | Robert Johansson | Norvegia | 272,1     |
| 3    | Karl Geiger      | Germania | 267,4     |
| 4    | Piotr Żyła       | Polonia  | 264,4     |
| 5    | Anže Lanišek     | Slovenia | 258,5     |
| 6    | Marius Lindvik   | Norvegia | 257,2     |
| 7    | Yukiya Satō      | Giappone | 256,7     |
| 8    | Daniel Huber     | Austria  | 255,3     |
| 9    | Cene Prevc       | Slovenia | 253,2     |
| 10   | Jan Hörl         | Austria  | 245,4     |

Data: 5 marzo

Ore: 17.00 (UTC+1)

Trampolino: Schattenberg HS137

##### Gara a squadre
| Pos. | Nazione     | Atleti                                                                  | Punteggio |
| ---- | ----------- | ----------------------------------------------------------------------- | --------- |
| 1    | Germania    | Pius Paschke Severin Freund Markus Eisenbichler Karl Geiger             | 1046,6    |
| 2    | Austria     | Philipp Aschenwald Jan Hörl Daniel Huber Stefan Kraft                   | 1035,5    |
| 3    | Polonia     | Piotr Żyła Andrzej Stękała Kamil Stoch Dawid Kubacki                    | 1031,2    |
| 4    | Giappone    | Yukiya Satō Naoki Nakamura Keiichi Satō Ryōyū Kobayashi                 | 1017,5    |
| 5    | Slovenia    | Cene Prevc Peter Prevc Domen Prevc Anže Lanišek                         | 1010,0    |
| 6    | Norvegia    | Marius Lindvik Daniel-André Tande Johann André Forfang Robert Johansson | 974,1     |
| 7    | Svizzera    | Dominik Peter Andreas Schuler Simon Ammann Gregor Deschwanden           | 856,6     |
| 8    | RSF         | Evgenij Klimov Michail Nazarov Il'ja Man'kov Denis Kornilov             | 778,2     |
| 9    | Finlandia   | Niko Kytösaho Antti Aalto Arttu Pohjola Eetu Nousiainen                 | 344,6     |
| 10   | Stati Uniti | Andrew Urlaub Erik Belshaw Casey Larson Decker Dean                     | 237,4     |

Data: 6 marzo

Ore: 17.00 (UTC+1)

Trampolino: Schattenberg HS137

#### Sci di fondo

##### 15 km
| Pos. | Atleta                  | Nazione     | Tempo   |
| ---- | ----------------------- | ----------- | ------- |
| 1    | Hans Christer Holund    | Norvegia    | 33:48,7 |
| 2    | Simen Hegstad Krüger    | Norvegia    | 34:08,9 |
| 3    | Harald Østberg Amundsen | Norvegia    | 34:24,3 |
| 4    | Aleksandr Bol'šunov     | RSF         | 34:32,4 |
| 5    | Artëm Mal'cev           | RSF         | 34:39,4 |
| 6    | Sjur Røthe              | Norvegia    | 34:44,0 |
| 7    | Martin Johnsrud Sundby  | Norvegia    | 34:44,6 |
| 8    | Jens Burman             | Svezia      | 34:45,6 |
| 9    | William Poromaa         | Svezia      | 34:51,4 |
| 10   | Andrew Musgrave         | Regno Unito | 34:55,0 |

Data: 3 marzo

Ore: 13.15 (UTC+1)

Tecnica libera

##### 50 km
| Pos. | Atleta               | Nazione     | Tempo     |
| ---- | -------------------- | ----------- | --------- |
| 1    | Emil Iversen         | Norvegia    | 2:10:52,9 |
| 2    | Aleksandr Bol'šunov  | RSF         | 2:10:53,6 |
| 3    | Simen Hegstad Krüger | Norvegia    | 2:11:01,1 |
| 4    | Hans Christer Holund | Norvegia    | 2:11:01,5 |
| 5    | Jens Burman          | Svezia      | 2:11:18,5 |
| 6    | Iivo Niskanen        | Finlandia   | 2:11:24,3 |
| 7    | Andrew Musgrave      | Regno Unito | 2:11:36,4 |
| 8    | Pål Golberg          | Norvegia    | 2:11:51,6 |
| 9    | Dario Cologna        | Svizzera    | 2:11:52,0 |
| 10   | Scott Patterson      | Stati Uniti | 2:12:17,6 |

Data: 7 marzo

Ore: 13.00 (UTC+1)

Tecnica classica

Partenza in linea

##### Sprint
| Pos. | Atleta                 | Nazione  |
| ---- | ---------------------- | -------- |
| 1    | Johannes Høsflot Klæbo | Norvegia |
| 2    | Erik Valnes            | Norvegia |
| 3    | Håvard Solås Taugbøl   | Norvegia |
| 4    | Aleksandr Bol'šunov    | RSF      |
| 5    | Sergej Ustjugov        | RSF      |
| 6    | Oskar Svensson         | Svezia   |
| 7    | Richard Jouve          | Francia  |
| 8    | Pål Golberg            | Norvegia |
| 9    | Gleb Retivych          | RSF      |
| 10   | Emil Iversen           | Norvegia |

Data: 25 febbraio

Qualificazioni:

Ore: 9.50 (UTC+1)

Finale:

Ore: 12.00 (UTC+1)

Tecnica classica

##### Skiathlon
| Pos. | Atleta                 | Nazione     | Tempo     |
| ---- | ---------------------- | ----------- | --------- |
| 1    | Aleksandr Bol'šunov    | RSF         | 1:11:33,9 |
| 2    | Simen Hegstad Krüger   | Norvegia    | 1:11:35,0 |
| 3    | Hans Christer Holund   | Norvegia    | 1:11:35,6 |
| 4    | Johannes Høsflot Klæbo | Norvegia    | 1:11:55,4 |
| 5    | Emil Iversen           | Norvegia    | 1:11:56,0 |
| 6    | Sjur Røthe             | Norvegia    | 1:12:21,2 |
| 7    | Andrew Musgrave        | Regno Unito | 1:13:07,2 |
| 8    | Ivan Jakimuškin        | RSF         | 1:13:34,2 |
| 9    | William Poromaa        | Svezia      | 1:13:34,3 |
| 10   | Dario Cologna          | Svizzera    | 1:13:34,7 |

Data: 27 febbraio

Ore: 13.30 (UTC+1)

15 km a tecnica classica

15 km a tecnica libera

##### Sprint a squadre
| Pos. | Nazione   | Atleti                                   |
| ---- | --------- | ---------------------------------------- |
| 1    | Norvegia  | Erik Valnes Johannes Høsflot Klæbo       |
| 2    | Finlandia | Ristomatti Hakola Joni Mäki              |
| 3    | RSF       | Aleksandr Bol'šunov Gleb Retivych        |
| 4    | Francia   | Lucas Chanavat Richard Jouve             |
| 5    | Italia    | Francesco De Fabiani Federico Pellegrino |
| 6    | Svezia    | Karl-Johan Westberg Oskar Svensson       |
| 7    | Canada    | Antoine Cyr Graham Ritchie               |
| 8    | Rep. Ceca | Luděk Šeller Michal Novák                |
| 9    | Svizzera  | Jovian Hediger Roman Furger              |
| 10   | Polonia   | Maciej Staręga Dominik Bury              |

Data: 28 febbraio

Semifinali:

Ore: 11.00 (UTC+1)

Finale:

Ore: 13.00 (UTC+1)

6 frazioni a tecnica libera

##### Staffetta
| Pos. | Nazione     | Atleti                                                               | Tempo     |
| ---- | ----------- | -------------------------------------------------------------------- | --------- |
| 1    | Norvegia    | Pål Golberg Emil Iversen Hans Christer Holund Johannes Høsflot Klæbo | 1:52:39,0 |
| 2    | RSF         | Aleksej Červotkin Ivan Jakimuškin Artëm Mal'cev Aleksandr Bol'šunov  | 1:52:51,0 |
| 3    | Francia     | Hugo Lapalus Maurice Manificat Clément Parisse Jules Lapierre        | 1:53:51,6 |
| 4    | Svezia      | Johan Häggström Oskar Svensson Jens Burman William Poromaa           | 1:53:55,5 |
| 5    | Svizzera    | Beda Klee Dario Cologna Jason Rüesch Roman Furger                    | 1:54:11,2 |
| 6    | Finlandia   | Ristomatti Hakola Iivo Niskanen Perttu Hyvärinen Joni Mäki           | 1:54:28,8 |
| 7    | Germania    | Jonas Dobler Janosch Brugger Lucas Bögl Friedrich Moch               | 1:55:16,9 |
| 8    | Stati Uniti | David Norris Scott Patterson Simi Hamilton Gus Schumacher            | 1:55:32,7 |
| 9    | Giappone    | Naoto Baba Hiroyuki Miyazawa Takatsugu Uda Keishin Yoshida           | 1:56:58,3 |
| 10   | Canada      | Graham Ritchie Antoine Cyr Russell Kennedy Rémi Drolet               | 1:57:10,9 |

Data: 5 marzo

Ore: 13.15 (UTC+1)

2 frazioni da 10 km a tecnica classica

2 frazioni da 10 km a tecnica libera

### Donne

#### Combinata nordica

##### Trampolino normale
| Pos. | Atleta               | Nazione     | Tempo   |
| ---- | -------------------- | ----------- | ------- |
| 1    | Gyda Westvold Hansen | Norvegia    | 13:10,4 |
| 2    | Mari Leinan Lund     | Norvegia    | 13:24,2 |
| 3    | Marte Leinan Lund    | Norvegia    | 13:39,2 |
| 4    | Anju Nakamura        | Giappone    | 13:50,3 |
| 5    | Tara Geraghty-Moats  | Stati Uniti | 14:19,8 |
| 6    | Annika Sieff         | Italia      | 14:20,1 |
| 7    | Daniela Dejori       | Italia      | 14:36,4 |
| 8    | Lisa Hirner          | Austria     | 14:48,9 |
| 9    | Sigrun Kleinrath     | Austria     | 14:49,9 |
| 10   | Ayane Miyazaki       | Giappone    | 14:54,0 |

Data: 27 febbraio

Formula di gara: Gundersen NH/5 km

1ª manche:

Ore: 10.00 (UTC+1)

Trampolino: Schattenberg HS106

2ª manche:

Ore: 15.30 (UTC+1)

Distanza: 5 km

#### Salto con gli sci

##### Trampolino normale
| Pos. | Atleta               | Nazione  | Punteggio |
| ---- | -------------------- | -------- | --------- |
| 1    | Ema Klinec           | Slovenia | 279,6     |
| 2    | Maren Lundby         | Norvegia | 276,5     |
| 3    | Sara Takanashi       | Giappone | 276,3     |
| 4    | Marita Kramer        | Austria  | 275,2     |
| 5    | Nika Križnar         | Slovenia | 257,5     |
| 6    | Silje Opseth         | Norvegia | 255,1     |
| 7    | Thea Minyan Bjørseth | Norvegia | 252,7     |
| 8    | Daniela Iraschko     | Austria  | 248,0     |
| 9    | Jerneja Brecl        | Slovenia | 244,6     |
| 10   | Katharina Althaus    | Germania | 241,8     |

Data: 25 febbraio

Ore: 17.00 (UTC+1)

Trampolino: Schattenberg HS106

##### Trampolino lungo
| Pos. | Atleta           | Nazione  | Punteggio |
| ---- | ---------------- | -------- | --------- |
| 1    | Maren Lundby     | Norvegia | 296,6     |
| 2    | Sara Takanashi   | Giappone | 287,9     |
| 3    | Nika Križnar     | Slovenia | 287,1     |
| 4    | Marita Kramer    | Austria  | 281,9     |
| 5    | Silje Opseth     | Norvegia | 277,1     |
| 6    | Ema Klinec       | Slovenia | 273,3     |
| 7    | Irina Avvakumova | RSF      | 265,7     |
| 8    | Chiara Hölzl     | Austria  | 262,6     |
| 9    | Daniela Iraschko | Austria  | 252,0     |
| 10   | Juliane Seyfarth | Germania | 242,7     |

Data: 3 marzo

Ore: 17.15 (UTC+1)

Trampolino: Schattenberg HS137

##### Gara a squadre
| Pos. | Nazione     | Atleti                                                                 | Punteggio |
| ---- | ----------- | ---------------------------------------------------------------------- | --------- |
| 1    | Austria     | Daniela Iraschko Sophie Sorschag Chiara Hölzl Marita Kramer            | 959,3     |
| 2    | Slovenia    | Nika Križnar Špela Rogelj Urša Bogataj Ema Klinec                      | 957,9     |
| 3    | Norvegia    | Silje Opseth Anna Odine Strøm Thea Minyan Bjørseth Maren Lundby        | 942,1     |
| 4    | Giappone    | Yūki Itō Yūka Setō Nozomi Maruyama Sara Takanashi                      | 877,5     |
| 5    | Germania    | Anna Rupprecht Juliane Seyfarth Luisa Görlich Katharina Althaus        | 873,1     |
| 6    | RSF         | Kristina Prokop'eva Sof'ja Tichonova Irma Machinja Irina Avvakumova    | 787,4     |
| 7    | Polonia     | Anna Twardosz Kinga Rajda Joanna Szwab Kamila Karpiel                  | 631,2     |
| 8    | Rep. Ceca   | Štěpánka Ptáčková Veronika Jenčová Klára Ulrichová Karolína Indráčková | 621,5     |
| 9    | Finlandia   | Susanna Forsström Jenny Rautionaho Julia Tervahartiala Julia Kykkänen  | 282,0     |
| 10   | Stati Uniti | Annika Belshaw Logan Sankey Anna Hoffmann Paige Jones                  | 254,3     |

Data: 26 febbraio

Ore: 17.15 (UTC+1)

Trampolino: Schattenberg HS106

#### Sci di fondo

##### 10 km
| Pos. | Atleta                  | Nazione     | Tempo   |
| ---- | ----------------------- | ----------- | ------- |
| 1    | Therese Johaug          | Norvegia    | 23:09,8 |
| 2    | Frida Karlsson          | Svezia      | 24:04,0 |
| 3    | Ebba Andersson          | Svezia      | 24:16,7 |
| 4    | Jessica Diggins         | Stati Uniti | 24:21,8 |
| 5    | Tat'jana Sorina         | RSF         | 24:23,6 |
| 6    | Charlotte Kalla         | Svezia      | 24:26,1 |
| 7    | Ragnhild Haga           | Norvegia    | 24:35,7 |
| 8    | Helene Marie Fossesholm | Norvegia    | 24:50,8 |
| 9    | Teresa Stadlober        | Austria     | 24:52,0 |
| 10   | Riitta-Liisa Roponen    | Finlandia   | 24:53,7 |

Data: 2 marzo

Ore: 13.15 (UTC+1)

Tecnica libera

##### 30 km
| Pos. | Atleta             | Nazione   | Tempo     |
| ---- | ------------------ | --------- | --------- |
| 1    | Therese Johaug     | Norvegia  | 1:24:56,3 |
| 2    | Heidi Weng         | Norvegia  | 1:27:30,5 |
| 3    | Frida Karlsson     | Svezia    | 1:27:31,1 |
| 4    | Ebba Andersson     | Svezia    | 1:27:32,6 |
| 5    | Teresa Stadlober   | Austria   | 1:27:42,9 |
| 6    | Anne Kjersti Kalvå | Norvegia  | 1:28:26,5 |
| 7    | Tiril Udnes Weng   | Norvegia  | 1:28:29,8 |
| 8    | Krista Pärmäkoski  | Finlandia | 1:28:38,0 |
| 9    | Tat'jana Sorina    | RSF       | 1:28:47,6 |
| 10   | Laura Gimmler      | Germania  | 1:29:04,9 |

Data: 6 marzo

Ore: 12.30 (UTC+1)

Tecnica classica

Partenza in linea

##### Sprint
| Pos. | Atleta                  | Nazione   |
| ---- | ----------------------- | --------- |
| 1    | Jonna Sundling          | Svezia    |
| 2    | Maiken Caspersen Falla  | Norvegia  |
| 3    | Anamarija Lampič        | Slovenia  |
| 4    | Johanna Hagström        | Svezia    |
| 5    | Ane Appelkvist Stenseth | Norvegia  |
| 6    | Tiril Udnes Weng        | Norvegia  |
| 7    | Anna Svendsen           | Norvegia  |
| 8    | Katri Lylynperä         | Finlandia |
| 9    | Maja Dahlqvist          | Svezia    |
| 10   | Laura Gimmler           | Germania  |

Data: 25 febbraio

Qualificazioni:

Ore: 9.00 (UTC+1)

Finale:

Ore: 11.30 (UTC+1)

Tecnica classica

##### Skiathlon
| Pos. | Atleta                  | Nazione  | Tempo   |
| ---- | ----------------------- | -------- | ------- |
| 1    | Therese Johaug          | Norvegia | 38:35,5 |
| 2    | Frida Karlsson          | Svezia   | 39:05,5 |
| 3    | Ebba Andersson          | Svezia   | 39:05,7 |
| 4    | Teresa Stadlober        | Austria  | 39:46,9 |
| 5    | Charlotte Kalla         | Svezia   | 39:47,6 |
| 6    | Helene Marie Fossesholm | Norvegia | 39:51,1 |
| 7    | Delphine Claudel        | Francia  | 39:58,2 |
| 8    | Tat'jana Sorina         | RSF      | 39:58,8 |
| 9    | Heidi Weng              | Norvegia | 40:01,0 |
| 10   | Jana Kirpičenko         | RSF      | 40:05,5 |

Data: 27 febbraio

Ore: 11.45 (UTC+1)

7,5 km a tecnica classica

7,5 km a tecnica libera

##### Sprint a squadre
| Pos. | Nazione     | Atleti                                  |
| ---- | ----------- | --------------------------------------- |
| 1    | Svezia      | Maja Dahlqvist Jonna Sundling           |
| 2    | Svizzera    | Laurien van der Graaff Nadine Fähndrich |
| 3    | Slovenia    | Eva Urevc Anamarija Lampič              |
| 4    | RSF         | Natal'ja Neprjaeva Julija Belorukova    |
| 5    | Stati Uniti | Rosie Brennan Sadie Bjornsen            |
| 6    | Norvegia    | Tiril Udnes Weng Maiken Caspersen Falla |
| 7    | Finlandia   | Krista Pärmäkoski Jasmi Joensuu         |
| 8    | Rep. Ceca   | Kateřina Beroušková Kateřina Janatová   |
| 9    | Germania    | Victoria Carl Sofie Krehl               |
| 10   | Francia     | Flora Dolci Léna Quintin                |

Data: 28 febbraio

Semifinali:

Ore: 11.00 (UTC+1)

Finale:

Ore: 13.00 (UTC+1)

6 frazioni a tecnica libera

##### Staffetta
| Pos. | Nazione     | Atleti                                                                 | Tempo   |
| ---- | ----------- | ---------------------------------------------------------------------- | ------- |
| 1    | Norvegia    | Tiril Udnes Weng Heidi Weng Therese Johaug Helene Marie Fossesholm     | 53:43,2 |
| 2    | RSF         | Jana Kirpičenko Julija Belorukova Tat'jana Sorina Natal'ja Neprjaeva   | 54:09,8 |
| 3    | Finlandia   | Jasmi Joensuu Johanna Matintalo Riitta-Liisa Roponen Krista Pärmäkoski | 54:29,4 |
| 4    | Stati Uniti | Hailey Swirbul Sadie Maubet Bjornsen Rosie Brennan Jessica Diggins     | 54:30,2 |
| 5    | Germania    | Laura Gimmler Katharina Hennig Pia Fink Victoria Carl                  | 54:49,6 |
| 6    | Svezia      | Jonna Sundling Charlotte Kalla Ebba Andersson Frida Karlsson           | 55:43,2 |
| 7    | Svizzera    | Laurien van der Graaff Nadine Fähndrich Lydia Hiernickel Alina Meier   | 56:32,4 |
| 8    | Rep. Ceca   | Kateřina Beroušková Petra Nováková Kateřina Janatová Petra Hynčicová   | 56:47,5 |
| 9    | Canada      | Katherine Stewart-Jones Dahria Beatty Cendrine Browne Laura Leclair    | 57:25,3 |
| 10   | Giappone    | Masae Tsuchiya Masako Ishida Miki Kodama Shiori Yokohama               | 59:13,2 |

Data: 4 marzo

Ore: 13.15 (UTC+1)

2 frazioni da 5 km a tecnica classica

2 frazioni da 5 km a tecnica libera

### Misto

#### Salto con gli sci

##### Gara a squadre
| Pos. | Nazione   | Atleti                                                                 | Punteggio |
| ---- | --------- | ---------------------------------------------------------------------- | --------- |
| 1    | Germania  | Katharina Althaus Markus Eisenbichler Anna Rupprecht Karl Geiger       | 1000,8    |
| 2    | Norvegia  | Silje Opseth Robert Johansson Maren Lundby Halvor Egner Granerud       | 995,6     |
| 3    | Austria   | Marita Kramer Michael Hayböck Daniela Iraschko Stefan Kraft            | 986,5     |
| 4    | Slovenia  | Nika Križnar Bor Pavlovčič Ema Klinec Anže Lanišek                     | 954,8     |
| 5    | Giappone  | Yūki Itō Yukiya Satō Sara Takanashi Ryōyū Kobayashi                    | 940,3     |
| 6    | Polonia   | Anna Twardosz Piotr Żyła Kamila Karpiel Dawid Kubacki                  | 837,6     |
| 7    | RSF       | Irina Avvakumova Danil Sadreev Irma Machinja Evgenij Klimov            | 805,4     |
| 8    | Rep. Ceca | Karolína Indráčková Viktor Polášek Klára Ulrichová Čestmír Kožíšek     | 777,2     |
| 9    | Finlandia | Jenny Rautionaho Eetu Nousiainen Julia Kykkänen Niko Kytösaho          | 332,0     |
| 10   | Canada    | Abigail Strate Matthew Soukup Alexandria Loutitt MacKenzie Boyd-Clowes | 298,9     |

Data: 28 febbraio

Ore: 17.00 (UTC+1)

Trampolino: Schattenberg HS106

## Medagliere per nazioni
| Pos. | Nazione                            | Oro | Argento | Bronzo | Totale |
| ---- | ---------------------------------- | --- | ------- | ------ | ------ |
| 1    | Norvegia                           | 13  | 11      | 7      | 31     |
| 2    | Austria                            | 4   | 1       | 2      | 7      |
| 3    | Svezia                             | 2   | 2       | 3      | 7      |
| 4    | Germania                           | 2   | 2       | 2      | 6      |
| 5    | Federazione sciistica della Russia | 1   | 3       | 1      | 5      |
| 6    | Slovenia                           | 1   | 1       | 4      | 6      |
| 7    | Polonia                            | 1   | 0       | 1      | 2      |
| 8    | Finlandia                          | 0   | 2       | 1      | 3      |
| 9    | Giappone                           | 0   | 1       | 2      | 3      |
| 10   | Svizzera                           | 0   | 1       | 0      | 1      |
| 11   | Francia                            | 0   | 0       | 1      | 1      |